# Château de La Mésangère
Le château de La Mésangère est un château situé dans le département de l'Eure en Normandie, dans l'ancienne commune de Bosguérard de Marcouville, devenue en 2017 commune déléguée de celle des Monts du Roumois, et dans la commune de Bosguérard de Marcouville.

## Historique
Un édifice antérieur, mentionné en 1337, est détruit en 1592. Au début du XVIIe siècle, le château est reconstruit entouré de fossés. 
Vers 1663, l'aménagement du parc est entrepris, le plan du jardin a été dessiné par Le Nôtre. Le parc comporte une grille en fer forgé, sept statues en pierre ou marbre, un pont en pierre, les douves et sauts-de-loup, sept avenues rayonnant à partir du rond-point de « Zéphyr et Flore » et l’avenue latérale conduisant à la « tonnelle du Roi Jacques ».
Le colombier porte la date 1674. Les travaux se poursuivent jusqu'en 1675.
Au XVIIIe siècle, le parc est doté d'un ensemble de statues mythologiques dues au sculpteur Mille. 
Le château, resté inachevé, est agrandi à l'ouest en 1740, avec l'ajout d'un bâtiment utilitaire englobant une tour. 
À la fin du XVIIIe siècle, des travaux d'aménagement intérieur sont réalisés ; la grille est déplacée depuis le château de Fumechon, à Thibouville. 
Une dernière campagne de travaux est entreprise à partir de 1900.
Le fabuliste Jean de La Fontaine y séjourna, à l'invitation de Marguerite Hessein de La Sablière, dont la fille avait épousé Guillaume Scot, seigneur de La Mésangère, et y écrivit deux fables.
Le domaine de La Mésangère appartenait à la fin du XVIe siècle à la famille du Fay, par laquelle il est vendu en 1654 à la famille Scot, qui conserve La Mésangère jusqu'en 1769. La Mésangère est alors achetée par Victor Flavigny, drapier à Elbeuf, qui la revend en 1783 à Laurent de La Bunodière. Ce dernier revend à son tour La Mésangère en 1791 à Jacques Pierre Amable Chrestien de Fumechon, magistrat et député, dont la descendance, dans les familles Asselin de Villequier, Cardon de Montigny, du Fresne de Beaucourt et d'Hugonneau, la conserve jusqu'en 2013.

### Protections
Le parc est site naturel classé ( Site classé) depuis un arrêté du 19 janvier 1925.
Le château, le petit château, la charretterie, l'orangerie, le colombier, le parc avec ses statues, ses murs, ses grilles, ses sauts-de-loup, avec les perspectives et la demi-lune au nord font l'objet d’une inscription au titre des monuments historiques depuis le 21 novembre 2008 . 
Depuis un arrêté du 5 novembre 2015, cette inscription est convertie en classement comme Monument historique, portant sur le domaine, son parc, sa statuaire et l'ensemble de ses éléments bâtis.